# Сестрієре
Сестрієре (італ. Sestriere, п'єм. Ël Sestrier) — муніципалітет в Італії, у регіоні П'ємонт,  метрополійне місто Турин.
Сестрієре розташоване на відстані близько 570 км на північний захід від Рима, 70 км на захід від Турина.
Населення — 921 особа (2014).
Щорічний фестиваль відбувається 13 жовтня. Покровитель — Sant'Edoardo.

## Демографія
Населення за роками:

Станом на 1 січня 2023 року в муніципалітеті офіційно проживало 58 іноземців з 9 країн, серед них 45 громадян країн Євросоюзу.

## Спорт
Сестрієре популярний гірськолижний курорт. В містечку регулярно проводяться етапи кубка світу з гірськолижного спорту. Тут також проводилися гірськолижні змагання Туринської олімпіади.

## Сусідні муніципалітети
- Чезана-Торинезе
- Улькс
- Праджелато
- Саузе-ді-Чезана
- Саузе-д'Улькс